# Nina Hudáková
Nina Hudáková (n. 8 aprilie 2004) este o sportivă ce a reprezentat Slovacia. A participat la competiții asociate Jocurilor Olimpice în care a câștigat o medalie de bronz.

## Participări
Lista de mai jos prezintă principalele competiții la care a participat Nina Hudáková de-a lungul carierei.
- Jocurile Olimpice de iarnă pentru tineret din 2020[*][1]